# Bajor Margit szlavóniai hercegné
Margit (1325 – 1374), német-római hercegnő, szlavóniai hercegné. 1354 és 1356 között Szlavónia kormányzója.

## Élete
Édesapja IV. Lajos német-római császár, édesanyja pedig apjának második felesége, II. Margit hainaut-i grófnő volt. Szüleinek első gyermekeként született. 1351 januárjában összeházasodott István magyar királyi és szlavóniai herceggel, Károly Róbert fiával. Két gyermekük született.
Miután első férje meghalt, 1357-ben Gerlach von Hohenlohe lett a férje, de több gyermeke nem született. 1374-ben halt meg 49 éves korában.

## Gyermekei
- István magyar királyi és szlavóniai hercegtől, két gyermek:
  - Erzsébet (1352–1380), aki Tarantói Fülöp felesége lett, és egy fiút szült, aki azonban kiskorában meghalt;
  - János (1354–1363);